# Arzamastsevita
L'arzamastsevita és un mineral de la classe dels silicats.

## Característiques
L'arzamastsevita és un tectosilicat de fórmula química K₆Al₅Si₆O₂₀(OH)₄Cl. Va ser aprovada com a espècie vàlida per l'Associació Mineralògica Internacional en el mes d'abril de l'any 2025, i encara resta pendent de publicació. Cristal·litza en el sistema tetragonal. Es tracta d'una espècie isostructural amb la kalborsita.
L'exemplar que va servir per a determinar l'espècie, el que es coneix com a material tipus, es troba conservat a les col·leccions del Museu Geològic i Mineralògic de l'Institut Geològic del Centre de Ciències Kola de l'Acadèmia de Ciències de Rússia, amb eñl número de catàleg: GIM 7986.

## Formació i jaciments
Va ser descoberta al mont Parguaiv, situat al districte de Lovozero (óblast de Múrmansk, Rússia). Aquest indret és l'únic de tot el planeta on ha estat descrita aquesta espècie mineral.